# Arroyo del Sauce Chico
El arroyo del Sauce Chico es un curso de agua uruguayo que atraviesa el departamento de  Salto perteneciente a la cuenca hidrográfica del Río de la Plata.
Nace en la Cuchilla de Salto y desemboca en el Arroyo del Sauce.